# ماريا تشابليكا
كانت ماريا أنتونينا تشابليكا (25 أكتوبر 1884 - 27 مايو 1921)، والمعروفة أيضًا باسم ماري أنطوانيت تشابليكا، عالمة بولندية في مجال الأنثروبولوجيا الثقافية، واشتهرت بدراستها الإثنوغرافية للشامانية السيبيرية. وثقت أبحاث تشابليكا في ثلاثة أعمال رئيسية: فشملت دراساتها في كتاب شعوب سيبيريا الأصلية (1914)؛ وقصة رحلتها التي نُشرت باسم العام الذي أمضيته في سيبيريا (1916)؛ ومجموعة من المحاضرات نُشرت تحت عنوان أتراك آسيا الوسطى (1918). أعادت مطبعة كرزون نشر المجلدات الثلاثة جميعها في عام 1999، بالإضافة إلى مجلد رابع من المقالات والرسائل.

## بدايات حياتها ودراساتها
ولدت تشابليكا في منطقة ستارا براغا في وارسو عام 1884، لعائلة فقيرة الحال من النبلاء البولنديين. ينحدر والداها، صوفيا تشابليكا (كنيتها قبل الزواج زفايسا) وفيلكس تشابليكي، من عائلات كانت ثرية ومعروفة تاريخيًا، لكنهما أُجبرا على الانتقال من منزل عائلاتهم إلى المدينة من أجل العمل، نتيجة تزايد الاضطرابات السياسية في بولندا. انتقل فيلكس تشابليكي للعمل أخيرًا في دائرة السكك الحديدية في وارسو. أنجب والداها خمسة أطفال كانت تشابليكا ثالثهم، وهم يادفيغا ماركوفسكا (تشابليكا قبل الزواج) وغابرييلا زانيافسكا (تشابليكا قبل الزواج) وستانيسلاف تشابليكي وماريان تشابليكي. وجد فيلكس تشابليكي عملًا في ما يعرف اليوم بلاتفيا، حيث استقرت العائلة هناك من 1904 إلى 1906 قبل أن تعود إلى وارسو. تمكنت ماريا تشابليكا في وارسو من اجتياز الامتحان الذي سيسمح لها بالالتحاق بالجامعة في وقت لاحق من حياتها.
بدأت دراستها في مدرسة آنا جاسينسكا للبنات وظلت فيها حتى عام 1902. وبدأت دراستها في التعليم العالي مع ما يسمى جامعة فلايينغ (الرفرفة)، مؤسسةٌ سرية للتعليم العالي في بولندا التي كانت خاضعة حينها للسيطرة الروسية. أعالت نفسها بعدد من الوظائف زهيدة الأجر، كمعلمة في مدرسة لابسيفيتشونا للبنات وسكرتيرة ومرافقة لسيدة. اشتهرت أيضًا بمحاضراتها في جامعة للجميع (1905 - 1908)، وفي جمعية الثقافة البولندية. كتبت الشعر أيضًا، ونشرت لها في النهاية دورية أودروتزيني في وارسو. أثناء معاناتها من أحد الأمراض، أمضت وقتًا في زكوبن حيث عملت في جمعية علم الطفولة (البيدولوجيا) وكتبت حينها أولك نيدزيلا، رواية للأطفال تتمحور حول التعليم. أصبحت في عام 1910 أول امرأة تحصل على منحة ميانوفسكي، وتمكنت بذلك من مواصلة دراستها في المملكة المتحدة.
غادرت بولندا عام 1910. وأُصيبت بالتهاب الزائدة الدودية في أواخر مارس 1911، وأُدخلت مستشفى سانت بارثولوميو في لندن وأجرى لها الطبيب جوزيف هاندلسمان العملية الجراحية. تابعت دراستها في كلية الأنثروبولوجيا بكلية لندن للاقتصاد تحت إشراف تشارلز جي. سيليغمان، وفي كلية سومرفيل بأكسفورد تحت إشراف آر. آر. ماريت، تخرجت من كلية الأنثروبولوجيا عام 1912. شجعها ماريت على استخدام مهاراتها في اللغة الروسية في مراجعة أدبياتٍ عن القبائل الأصلية في سيبيريا، مراجعةٌ تحولت إلى كتابها شعوب سيبيريا الأصلية، الذي نُشر عام 1914. وأصبحت في عام 1914 عضوًا في الجمعية الملكية للأنثروبولوجيا، وشاركت أيضًا في الجمعية البريطانية لتقدم العلوم، وقدمت من خلالها أبحاثًا تركزت حول العلاقة بين الدين والبيئة في سيبيريا. وعند تلك المرحلة لم تكن قد زارت سيبيريا أبدًا، ولكن جودة كتابتها وخاصية موضوعها جعلت من كتاب شعوب سيبيريا الأصلية العمل المرجعي الرئيسي في هذا المجال.

## بعثة ينسي
كانت غاية ماريت من العمل الوارد في شعوب سيبيريا الأصلية لتشابليكا أن يكون أساسًا للبحث الميداني في سيبيريا. وفي مايو 1914، بدأت العمل الميداني المزمع، بتمويل جزئي من منحة ماري إيوارت للسفر التي تقدمها كلية سومرفيل، فقادت بعثة مشتركة من جامعة أكسفورد وكادر متحف الآثار والأنثروبولوجيا في جامعة بنسلفانيا. وصلت البعثة مع عالمة الطيور الإنجليزية مود دوريا هافيلاند، والرسامة الإنجليزية دورا كورتيس، وهنري آشر هول من المتحف، إلى روسيا قبيل اندلاع الحرب العالمية الأولى. وعند بدء الحرب، قررت تشابليكا وهول مواصلة البعثة في حين قرر الآخرون العودة إلى المملكة المتحدة. أمضت تشابليكا وهول (برفقة ميشيكا، امرأة من قبيلة تونغوس) الشتاء بأكمله متنقلين على طول شواطئ نهر ينسي باستخدام الأوريول: أكثر من 3,000 كيلومتر (1900 ميل) إجمالًا.
التقطت تشابليكا مئات الصور لأشخاص من سيبيريا، وأعدت ملاحظات لا حصر لها حول قياساتهم البشرية وعاداتهم. تلقت تشابليكا أيضًا تمويلًا من لجنة الأنثروبولوجيا في متحف بيت ريفرز في أكسفورد لجمع عينات من سيبيريا؛ تبرعت تشابليكا بمئة وثلاث وتسعين قطعة إلى المجموعة الآسيوية بالمتحف. جمعت بالإضافة إلى ذلك عينات نباتية من معشبة فيلدينغ- دروس. تشير الافتراضات إلى أن التسجيلات التي أُخذت للغات العديدة التي صادفوها خلال بعثتهم قد أُعدت على أسطوانات شمعية، لكن لا يوجد إثبات على ذلك، وإن كانت التسجيلات قد أُحضرت إلى الجامعة فمن المرجح أنها لم تخضع للمعالجة والدراسة الأكاديمية وكانت تسجيلات مجهولة. كانت النتائج الإجمالية للرحلة الاستكشافية متواضعة، أمرٌ أرجعه المؤرخون إلى طبيعة الدراسة والصراعات المالية والسياسية العديدة التي واجهها الفريق أثناء الرحلة.
اشتهرت أيضًا بانتقاداتها لمصطلح «هستيريا القطب الشمالي» في إشارة إلى المنظور الغربي لتعريف الأمراض العصبية. تشجع تشابليكا على النسبية الثقافية، التي تعني أنه لا ينبغي النظر إلى جوانب ثقافة ما والحكم عليها من منظار ثقافة مختلفة عندما يتعلق الأمر بوضع المقارنة. وتُبين أن ما يُطلق عليه الأكاديميون الغربيون «هستيريا» كان في منظور مختلف تمامًا لدى ثقافات سيبيريا. كان كل ذلك جزءًا من أعمالها التي تبحث في الشامانية في سيبيريا.

## العودة إلى إنجلترا والوفاة
عادت تشابليكا إلى إنجلترا في عام 1915. وكتبت يوميات عن رحلاتها بعنوان العام الذي أمضيته في سيبيريا، ونشرته دار ميلز أند بون عام 1916 (في سلسلة «العام الذي أمضيته» للكتب غير الروائية)؛ نال الكتاب شهرة واسعة. وفي عام 1916، أصبحت أول محاضِرة في الأنثروبولوجيا بجامعة أكسفورد، بدعم من جمعية ماري إيوارت تراست. وألقت محاضرات عن دول وسط أوروبا وشرقها وكذلك عن عادات القبائل السيبيرية. تحدثت أيضًا عن القضايا البولندية، بما في ذلك تسوية دانزيغ بعد الحرب.
في عام 1920، كُرم بحثها بمنحة مورشيسون من الجمعية الجغرافية الملكية، منحةٌ قُدمت «لعملها الإثنوغرافي والجغرافي في شمال سيبيريا». وبالرغم من هذا النجاح، فقد كان مستقبلها المالي غير آمن بعد. وبعد انقضاء مدة الزمالة التي دامت ثلاث سنوات في أكسفورد عام 1919، حصلت على منصب تدريسي مؤقت في الأنثروبولوجيا في قسم التشريح بجامعة بريستول.
لم تتمكن تشابليكا في عام 1921 من الحصول على زمالة ألبرت كان للسفر التي كانت تأملها، وسممت نفسها في مايو من ذات العام. أعرب مجلس جامعة بريستول عن أسفه و«تقديره لحجم خسارة الجامعة المتمثل بهذا العضو المتميز من كادرها». دُفنت تشابليكا في مقبرة ولفركوت في أكسفورد.

## إرثها
في وصية كتبتها قبل أشهر من وفاتها، تركت تشابليكا ملاحظاتها وتقاريرها إلى زميلها هنري آشر هول. ورغم أنها لم تتزوج أبدًا، فقد أُثيرت تساؤلات حول العلاقة بينها وبين هول. تزوج هول من الفنانة فرانسيس ديفيرو جونز بعد نحو شهر من وفاة تشابليكا.
بعد وفاة هول عام 1944، مُنحت بعض أوراق تشابليكا الأولى إلى متحف جامعة بنسلفانيا، ولكن من المحتمل أن يكون أحد التقارير على الأقل قد فُقد إلى جانب جزء من مخطوطة لها. أُرشفت أبحاثها الأولية في كلية سومرفيل بأكسفورد. تضم المتاحف البولندية على عدد قليل من الرسائل الخاصة المرسلة من تشابليكا إلى برانيسلاف مالينوفسكي وفلاديسلاف أوركان، أحد أبرز الشعراء البولنديين في ذلك الوقت.
عند وفاتها في عام 1971، عملت باربرا أيتكين (اسمها قبل الزواج باربرا فريري ماريكو)، طالبة لدى ماريت وصديقة لتشابليكا، على إحياء ذكرى تشابليكا بصندوق تمويل في كلية سومرفيل. في عام 2015، نظم متحف بيت ريفرز في أكسفورد معرضًا صغيرًا بعنوان «العام الذي أمضيته في سيبيريا، 1914 - 1915» احتفالًا بالذكرى المئوية لبعثة تشابليكا الاستكشافية إلى سيبيريا.